# Günter Seinig
Günter Seinig (* 17. November 1949 in Alberoda) ist ein ehemaliger deutscher Fußballspieler der BSG Wismut Aue, der für die Veilchen in der DDR-Oberliga in 230 Punktspielen auflief und dabei 22 Tore erzielte.

## Sportliche Laufbahn
Seinig begann das Fußballspielen im Kindesalter zunächst bei der BSG Wismut, später BSG Traktor Alberoda. Um die Jahreswende 1961/62 meldete sich Seinig auf Vermittlung eines Schulfreundes bei der Schülermannschaft der BSG Wismut Aue zu einem Probetraining und wurde anschließend in den Nachwuchsbereich aufgenommen. Bei der traditionsreichen BSG durchlief Seinig alle Nachwuchsmannschaften und wechselte anschließend zunächst zur III. Männer-Mannschaft in die Kreisklasse. Während seines Grundwehrdienstes, den er in Frankenberg ableistete, konnte er bei der dortigen ASG Vorwärts Frankenberg weiterhin Fußball spielen. Zu dieser Zeit spielte die ASG in der drittklassigen Bezirksliga Karl-Marx-Stadt. Von der NVA zurückgekehrt spielte Seinig zunächst in der II. Mannschaft, die 1970/71 Zweiter in der Bezirksliga Karl-Marx-Stadt wurde und daraufhin in die DDR-Liga, die zweithöchste Spielklasse aufstieg. In der gleichen Saison kam Seinig jedoch auch zu seinem ersten Oberliga-Einsatz. Am 17. Spieltag wurde er als Stürmer in der 56. Minute für Günther Hollstein gegen den HFC eingewechselt.  In der Folge absolvierte Seinig noch acht der restlichen neun Oberligapartien.
In der darauffolgenden Saison 1971/72 entwickelte sich Seinig zum Stammspieler und kam dabei sowohl im Oberligakollektiv als auch in der zweiten Mannschaft in der DDR-Liga häufig zum Einsatz. So kam er zusammen mit zwei Einsätzen im FDGB-Pokal auf 31 Spiele. Nicht selten spielte der Angreifer dabei samstags in der Oberliga und sonntags in der DDR-Liga. Diese Doppelbelastung entfiel ab der Saison 1972/73 weitestgehend, Seinig absolvierte insgesamt nur noch sechs Spiele in der zweiten Vertretung. Unter Trainer Bringfried Müller entwickelte sich der anfangs als Stürmer eingesetzte zu einem vielseitig einsetzbaren Spieler und wurde vermehrt als Sonderbewacher der gegnerischen Spielmacher aufgestellt. Nach einigen Spielzeiten als Stürmer wurde Seinig zum Verteidiger umgeschult und erwarb sich den Ruf eines "Eisenfußes". Letztlich wurde Seinig in 11 Spielzeiten von 1971 bis 1982 in 230 von 286 möglichen Oberligapartien unter den Trainern Gerhard Hofmann, Bringfried Müller, Manfred Fuchs und zuletzt Hans-Ulrich Thomale eingesetzt. Dabei gelangen ihm  22 Tore. Als größter Erfolg in Seinigs Karriere ist der Einzug in FDGB-Pokalhalbfinale der Saison 1974/75 zu sehen, wo man in zwei packenden Spielen im Derby gegen den späteren Pokalsieger Sachsenring Zwickau nur durch die Auswärtstorregel ausschied. Speziell im Rückspiel bot Aue vor 20.000 Zuschauern den Zwickauern ein packendes Duell. In der Oberliga war der sechste Tabellenplatz in der Spielzeit 1975/76 die beste Platzierung, die Seinig mit den Veilchen erreichen konnte. In den anderen Spielzeiten kämpfte die BSG meist gegen den Abstieg, konnte aber immer die höchste Spielklasse halten.
Nach seiner leistungssportlichen Karriere studierte Seinig an der Ingenieurschule Senftenberg Wirtschaft mit dem Abschluss als Ingenieur-Ökonom. Er fand in der Folgezeit eine Anstellung bei der SDAG Wismut und arbeitete dort bis zu seinem Ruhestand 2007. Dem Fußball blieb Seinig weiterhin erhalten, er trainierte bei der BSG Wismut den Torhüternachwuchs und in den 1990er Jahren für kurze Zeit die II. Mannschaft in der damaligen Bezirksliga.